# Sabe Quem Dançou?
Sabe Quem Dançou? é uma peça de teatro brasileira de 1990, de autoria de Zeno Wilde. Após seleção em concurso promovido pela "Associação Paulista de Autores Teatrais" em abril de 1990, recebeu o Prêmio Shell do primeiro semestre de 1991 na categoria de "Melhor Texto".
A peça estreou no Teatro Paiol Cultural, na Vila Buarque, em São Paulo. Foi dirigida por Bárbara Bruno. O elenco original incluia Clodovil Hernandes (como o personagem Barão), Marcelo Marcus Fonseca, Celso Saiki e Rui Minharro.
Em 2015, a peça ganhou nova versão e elenco, sob direção de Hermes Carpes, que também atua nela e segue viajando pelo país até hoje. A versão adaptada por Hermes Carpes mudou o nome do personagem principal de "Vanusa" para "Madonna" e incluiu o personagem Pastor Helivelton. Está em pré produção um longa metragem inspirado no espetáculo.
O elenco de Sabe quem dançou ?  que estreou em 2015 no teatro Marajoara, em Lages, Santa catarina, com supervisão de André Mansilha, teve os atores Hermes Carpes, Saint-Clair Castro, Fabiano Bernardelli, Felipe Câmara e Kadu Flu. 

## Enredo
Uma tragicomédia, a peça explora as relações violentas e ambíguas de personagens marginalizados, entre um chefe de prostituição homossexual e um grupo de jovens de rua infratores.